# Callirhipidae
Callirhipidae es una familia de escarabajos.

## Géneros
- Brachyrrhipis van Emden, 1931
- Callirhipis Latreille, 1829
  - subgénero Ennometidium Emden, 1929
  - subgénero Helleriola Emden, 1934
  - subgénero Parennometes Emden, 1931
- Celadonia Laporte de Castelnau, 1840
  - sinonimia: Simianides Emden, 1924
- Ennometes Pascoe, 1866
- Ptorthocera Champion, 1896
- Simianus Blanchard, 1853
  - sinonimia: Homoeorhipis Fairmaire, 1887, Horatocera Lewis, 1895, Simianellus Emden, 1924
- Zenoa Say, 1835